# Fossarus garrettii
Fossarus garrettii is een slakkensoort uit de familie van de Planaxidae. De wetenschappelijke naam van de soort is voor het eerst geldig gepubliceerd in 1868 door Pease.